# Emanuel Samuel Tillier
Emanuel Samuel Tillier (geb. 23. September 1751; gest. 9. September 1835) war Schweizer und Berner Offizier und Politiker und entstammte der Berner Patrizierfamilie Tillier.

## Leben
Tillier war von 1766 bis 1792 in französischen Diensten. Anschliessend diente er als Oberstleutnant der Berner Milizen, 1816 wurde er französischer Feldmarschall. Tillier wurde 1785 Mitglied des bernischen Grossen Rates und 1794 Ohmgeltner.